# 로슬린 파크 FC

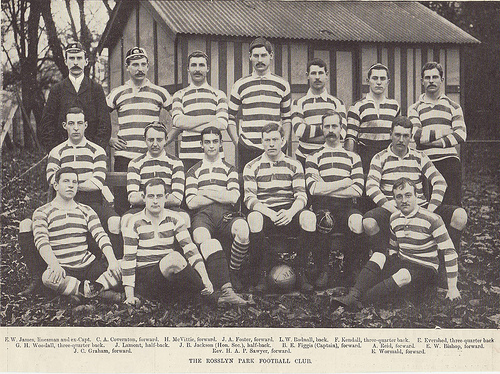

로슬린 파크 풋볼 클럽(Rosslyn Park Football Club)은 1879년 창단한 잉글랜드 런던 렘튼의 프로 럭비 팀이다. 홈구장은 프라이오리 레인이며 현재 내셔널 리그 1에 참가하고 있다.

## 역사
1879년 런던 북부의 크리켓 친구들이 창단한 찰스 호이어 밀러(Charles Hoyer Millar)는 첫 시즌이 끝나갈 무렵 겨울 동안 선수들을 하나로 묶을 수 있는 축구 클럽을 만들자고 제안했다. 이미 햄스테드 풋볼 클럽(Hampstead Football Club)이 있었기 때문에 크리켓 클럽의 이름은 크리켓 선수들이 처음으로 로슬린 하우스(Rosslyn House) 부지에서 스크래치 게임을 했던 햄스테드 지역을 반영하여 채택되었다. 원래 럭비 경기장은 햄스테드의 사우스엔드그린(South End Green)에 있었고, 그 후 가스펠오크(Gospel Oak)와 액턴(Acton)에 있었으며 1956년까지 리치먼드의 올드디어파크(Old Deer Park)에서 로슬린파크(Rosslyn Park)가 로햄튼(Roehampton)의 현재 건물로 이전했다. 흰색 몰타 십자가가 있는 최초의 파란색 셔츠 이후 현재의 빨간색과 흰색 고리는 1881년에 채택되었다. 이 클럽은 럭비라는 단어가 필요 없는 여전히 축구 클럽으로 남아 있으며 RFC가 아닌 로슬린 파크 FC도 마찬가지이다.